# Northrop Grumman X-47B
Northrop Grumman X-47B – demonstracyjny bezzałogowy bojowy statek powietrzny (UCAV) przeznaczony do operacji na lotniskowcach. Opracowany przez amerykańską firmę zajmującą się technologiami obronnymi Northrop Grumman, projekt X-47 rozpoczął się w ramach programu J-UCAS DARPA, a następnie stał się częścią programu demonstracji bezzałogowego systemu powietrznego bojowego (UCAS-D) Marynarki Wojennej Stanów Zjednoczonych. X-47B to bezogonowy samolot odrzutowy o mieszanym korpusie, zdolny do półautonomicznego działania i tankowania w powietrzu. 
Pierwszy lot X-47B odbył się w 2011 roku, a w 2015 jego dwa aktywne demonstratory przeszły szeroko zakrojone testy w locie i integrację operacyjną, po pomyślnym przeprowadzeniu serii demonstracji na lądzie i na lotniskowcach. W sierpniu 2014 roku Marynarka Wojenna Stanów Zjednoczonych ogłosiła, że włączyła X-47B do operacji lotniskowców wraz z załogowymi statkami powietrznymi, a do maja 2015 roku uznano, że główny program testów został ukończony. Same demonstratory X-47B miały po ukończeniu testów w locie stać się eksponatami muzealnymi, ale później Marynarka Wojenna zdecydowała się utrzymać je w stanie latającym do czasu dalszego rozwoju.  